# Georg Scholz (Geistlicher)
Georg Scholz (* 23. Januar 1900 in Beuthen; † 25. Januar 1945 in Michelau) war ein deutscher römisch-katholischer Geistlicher und Märtyrer.

## Leben
Georg Scholz nahm nach dem Abitur noch am Ersten Weltkrieg teil und wurde mit dem Eisernen Kreuz Erster Klasse ausgezeichnet. Er studierte Theologie und wurde am 15. Februar 1925 in Breslau zum Priester geweiht. Die Stationen seines Wirkens waren ab 1930: Kaplan in Landsberg O.S., dann Pfarrer in Michelau (südlich Brieg).
Als Anfang 1945 die Rote Armee anrückte, wurde er am 25. Januar 1945 (zusammen mit neun anderen Männern seines Dorfes) von Rotarmisten erschossen. Er war 45 Jahre alt.

## Gedenken
Die Römisch-katholische Kirche in Deutschland hat Georg Scholz als Märtyrer aus der Zeit des Nationalsozialismus in das deutsche Martyrologium des 20. Jahrhunderts aufgenommen.